# Левуново
Левуново је насељено место у општини Сандански у области Благоевград, Бугарска. Према попису из 2021. године било је 636 становника.
Према бугарском географу и историчару, Василу Канчову, у Левунову је 1900. године живело 348 Словена хришћана и 250 Турака.
На попису из 2011 у Левунову је било 694 становника.
| Национални састав према попису из 2011.‍ | Национални састав према попису из 2011.‍ | Национални састав према попису из 2011.‍ | Национални састав према попису из 2011.‍ | Национални састав према попису из 2011.‍ |
| --------------------------------------- | --------------------------------------- | --------------------------------------- | --------------------------------------- | --------------------------------------- |
|                                         |                                         |                                         |                                         |                                         |
| Бугари                                  | Бугари                                  |                                         | 684                                     | 98,6%                                   |